# Chocópoorwill
De Chocópoorwill (Nyctiphrynus rosenbergi) is een vogel uit de familie Caprimulgidae (nachtzwaluwen).

## Verspreiding en leefgebied
Deze soort komt voor in westelijk Colombia en noordwestelijk Ecuador.